# خوان ادگاردو رامیرز
خوان ادگاردو رامیرز (انگلیسی: Juan Edgardo Ramírez؛ زادهٔ ۲۵ مهٔ ۱۹۹۳) بازیکن فوتبال اهل آرژانتین است که در پست هافبک برای تیم بوکا جونیورز بازی می‌کند.
از باشگاه‌هایی که در آن بازی کرده‌است می‌توان به کلرادو رپیدز، آلمریا، و آرژانتینوس جونیورز اشاره کرد.